# Swell
『Swell』（スウェル）は、テレビシリーズ『バフィー 〜恋する十字架〜』のコミック版。第8シーズンの第22作目である。
アメリカ合衆国のダークホースコミックス社から2009年2月4日にコミックとして発行された。その後、同年9月30日に発売の同社のグラフィック・ノベル『Predators and Prey』に第2章として収録された。

## ストーリー
舞台は日本。幹線道路で起きたトラック襲撃事件を追うスレイヤーのサツは、生存者であるトラック運転手の証言から、犯人が巨大な怪獣であることを知る。埠頭で問題の怪獣を追い詰めたサツは、ケネディとともに怪獣を海にけり落とし、奪われた積み荷を回収する。
一方、海上ではゾンビが操縦する貨物船ダイカイジューが、スコットランドへ向けて航行していた。貨物船に乗り込んだサツとケネディは、怪獣スウェルと遭遇する。

## 登場人物
サツ
本編の主人公。バンパイア・スレイヤーでバフィーの恋人。
ケネディ
バンパイア・スレイヤー。ウィローの恋人でサツのウォッチャー。
バフィー・アン・サマーズ
バンパイア・スレイヤー。本編では脇役。
バンピー・キャット
ぬいぐるみ。人間をゾンビ化する能力を持つ。
ハーモニー・ケンドール
TVのコメンテーター。バンパイア。
トワイライト
事件の黒幕。